# Папков, Алексей Дмитриевич
Алексей Дмитриевич Папков (1829—1903) — репетитор и капельмейстер оркестра московского балета (1846—1862) и капельмейстер оркестра Большого театра в Санкт-Петербурге (1862—1890).

## Биография
Родился в 1829 году.
Музыкальное образование получил в Московской театральной школе, где учился теории музыки у Захарова, а по скрипке у Ф. И. Мазонова, а позже у капельмейстера немецкой оперы Кельнера, и русской оперы Иоганиса. В 1846 году поступил в оркестр московской казенной русской оперы на партии первой скрипки, а в 1850 году занял там пост балетного дирижера. В 1862 году был переведён в Санкт-Петербург — дирижёром балетного оркестра Большого театра, и занимал эту должность до 1887 года.
В качестве балетного дирижера, он приобрёл себе почётную известность. Известностью также пользовалась его деятельность в качестве дирижера бального оркестра при императорском дворе. Е. Вазем вспоминала:

Он был когда-то танцовщиком в московском балете, а затем, будучи скрипачом, служил там же репетитором. У нас он служил также репетитором, а потом заменил Лядова на посту балетного капельмейстера. Как музыкант, Папков, не получивший специального образования, был не очень силен, и оркестранты частенько над ним подсмеивались. Но балетная музыка была очень несложной, и с ней он справлялся вполне прилично. Свою музыкальную неграмотность он искупал отличным знанием танца, поскольку сам вышел из танцовщиков. Под его управлением оркестр превосходно аккомпанировал танцовщицам, — танцовать под палочку Папкова было удивительно легко.
В 1876 году, в связи с 30-летием его артистической службы, получил кубок от артистов.
Умер 21 октября (3 ноября) 1903 года. Был похоронен на Кузьминском кладбище.